# Marzena Tykarska
Marzena Jadwiga Tykarska – polska chemiczka, prof. dr hab. inż., specjalistka w zakresie ciekłych kryształów Wojskowej Akademii Technicznej im. Jarosława Dąbrowskiego w Warszawie (WAT).

## Życiorys
Jest absolwentką inżynierii materiałowej na Politechnice Warszawskiej. Od 1992 jest pracownikiem naukowo-dydaktycznym WAT. Od 2002 pełniła obowiązki prodziekana ds. naukowych Wydziału Nowych Technologii i Chemii WAT, zaś od 2016 jest prorektora ds. studenckich WAT. W 2011 uzyskała stopień naukowy doktora habilitowanego na podstawie rozprawy pt. Indukcja i właściwości optyczne ciekłokrystalicznej fazy antyferroelektrycznej obronionej na Wydziale Chemii Uniwersytetu Wrocławskiego. Specjalizuje się w fizykochemii ciekłych kryształów. W dorobku ma ponad 80 publikacji naukowych oraz jeden patent. 4 stycznia 2021 otrzymała tytuł profesora. 